# Cratere Ins
Ins  è un cratere sulla superficie di Marte.